# Nenad Amanović
Nenad Amanović (Šibenik, 1948.), hrvatski košarkaški trener i bivši košarkaš, jedan od pionira košarke u Šibeniku. 
Kao igrač bio je kapetanom momčadi Šibenika. Trenirao je velikane kao Dražena Petrovića, Mikea Sugara Richardsona, Tonija Kukoča, Velimira Perasovića, Žana Tabaka te poznate hrvatske košarkašice Daniru Nakić, Vedranu Grgin, Koranu Longin .
Danas je izbornik je ruandskih košarkašica i košarkaša. S ruandskim je košarkašicama na afričkom prvenstvu 2011. osvojio 9. mjesto.
Vodio je reprezentaciju ruandskih košarkaša do 18 godina starosti na afričkom prvenstvu 2012. u Mozambiku.
Nekad je vodio je hrvatsku žensku reprezentaciju u kvalifikacijama za EP u košarci za žene 2009.
Prije rata trenirao je košarkašice Elemesa iz Šibenika koje je uveo u Prvu ligu te njome harao s legendarnim košarkašicama Elemesa.
Od 1999. vodio je košarkašice Croatia osiguranja. 2000. je vodio košarkašice Šibenika. 2001. je bio pomoćnik trenera slovenskog ligaša Krke iz Novog Mesta, u kojem je ostao do 2005. godine. 2005. je prešao u ŽKK Croatiju iz Zagreba, a na pola sezone otišao je u turski Mersin. 2007. je preuzeo košarkašice ŽKK Medveščak (ljeti 2007.) (nakon što se Medveščak razišao s Viktorom Kovačem). Doveo ih je do poluzavršnice kupa. Potom je vodio Ragusu (2007./08. – 27. ožujka 2009.,. Nakon toga radio je na Kosovu s košarkašicam Peje iz Peći. Potom u ludbreškom Grafičaru. 2009. je trenirao šibenski Elemes. Od listopada 2009. Do siječnja 2010. vodio je košarkaše KK Šibenika.
Vodio je i ove klubove: splitsku Jugoplastiku/Pop 84, Centar banku, Adriatic osiguranje, Zagreb, Wales (Austrija), Zagreb, Jadransko osiguranje (od lipnja 2000.), Krku iz Novog Mesta (Slovenija), Mersin (Turska) i Croatia - Zagreb te jugoslavensku kadetsku reprezentaciju.